# Klara sjö

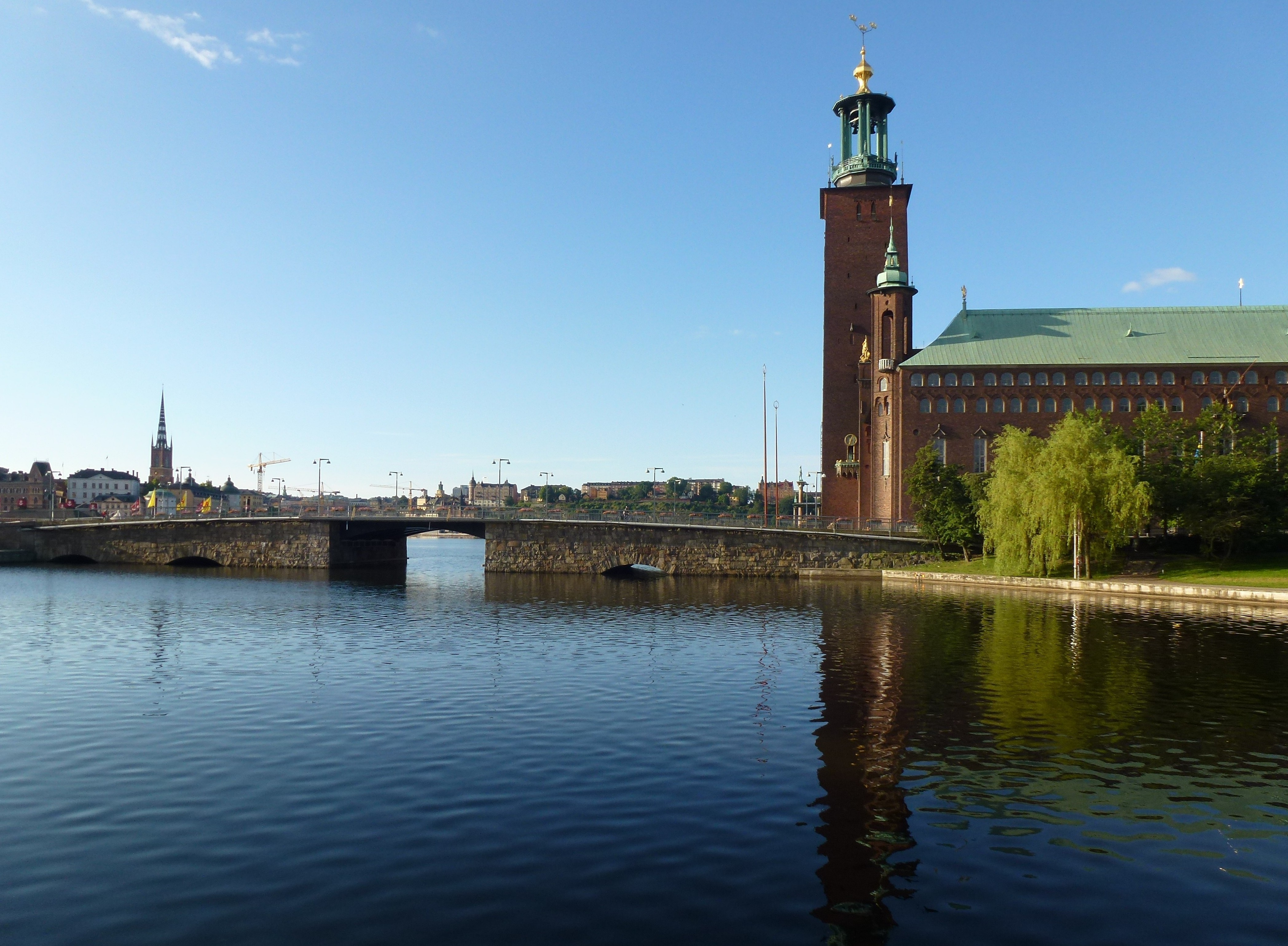
Klara sjö med Stadshusbron, Stockholms stadshus och Yngve Larssons park, juli 2012.

Klara sjö är ett avlångt vattenområde i centrala Stockholm som ingår i sjön Mälaren och är beläget mellan stadsdelarna Kungsholmen och Norrmalm. Det utgör den södra delen av ett längre kanalliknande vattenområde som även inkluderar en del av Solna kommun. Detta större vattenområde, som förbinder Riddarfjärden i söder med Ulvsundasjön i norr, omfattar Klara sjö, Barnhusviken, Karlbergssjön och Karlbergskanalen. 

## Beskrivning

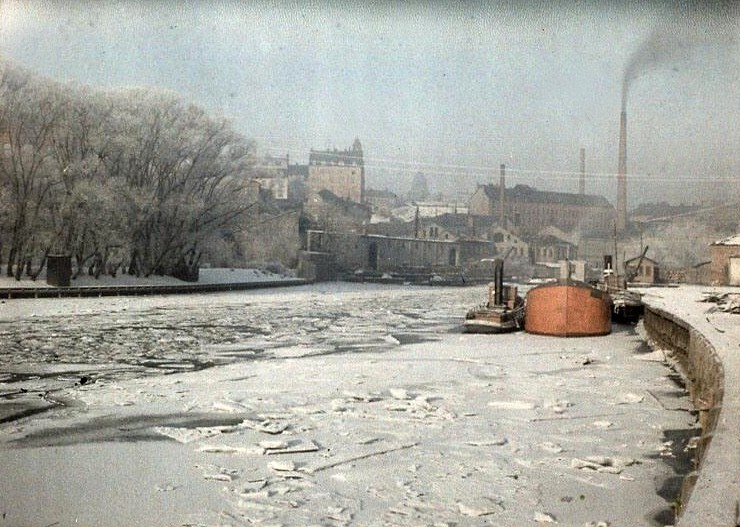
Klara sjö 1927. Bolinders mek. verkstad i bakgrunden och Kungsholms kyrka genom smogen i fonden. (Foto: G.W. Cronquist).

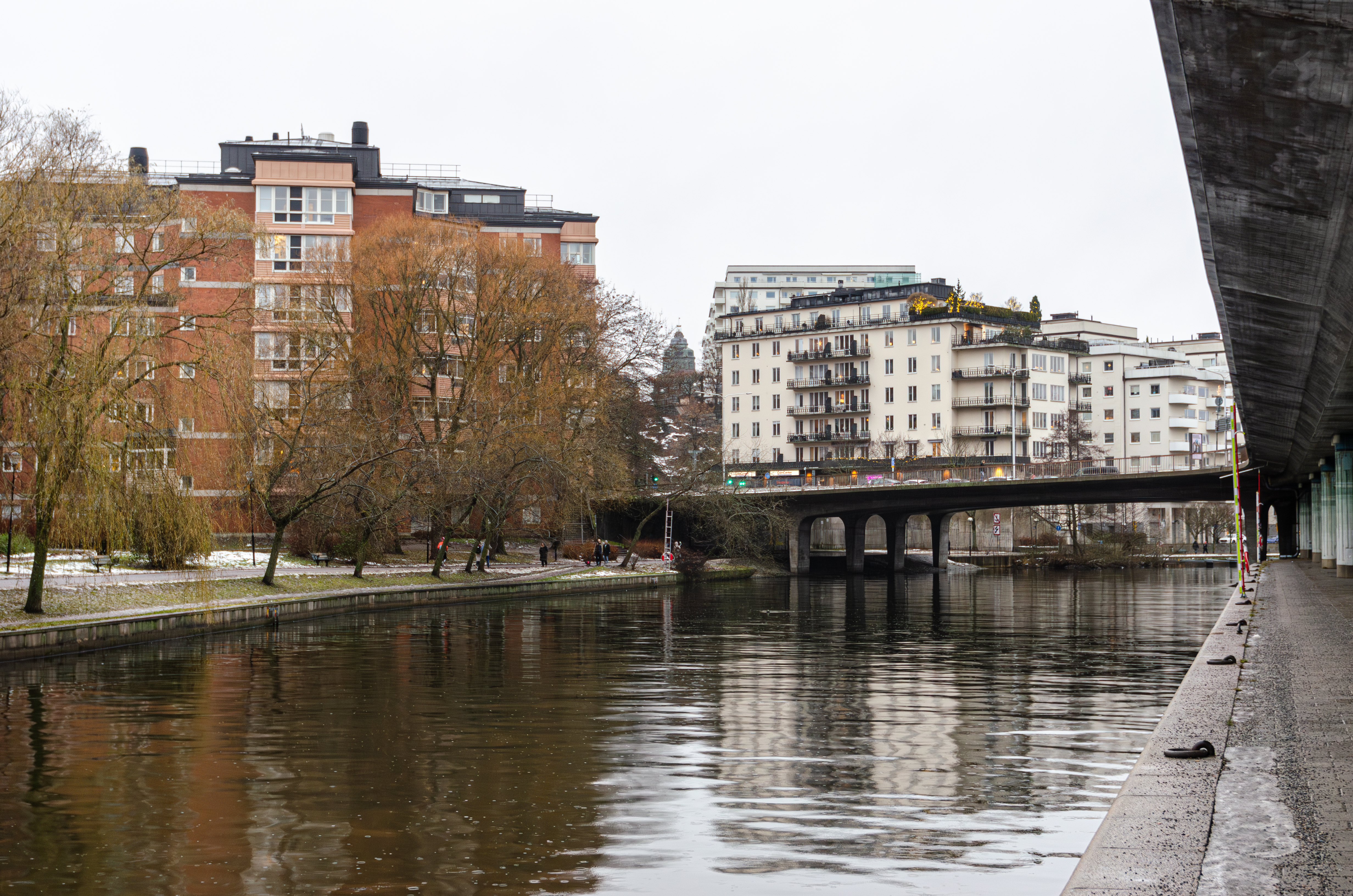
Klara sjö 2023. Kungsholms strandstig i Yngve Larssons park till vänster och del av Centralbron till höger. I bakgrunden syns Klarabergsviadukten och Kungsbro strand. Mellan husen syns fortfarande Kungsholms kyrka i fonden. (Foto: Frankie Fouganthin).

Vattenomsättningen är liten på grund av trånga förbindelser mot såväl Ulvsundasjön som Riddarfjärden.  Den tidigare gasverksverksamhet vid Klaragasverket har medfört att bottnarna i Klara sjö är starkt förorenade av metaller och organiska ämnen, främst olika tjärämnen från gasverket som låg på norra sidan om Klara sjö mellan Kungsbron och Klarastrandsleden. 
Fram till 1800-talets mitt var Klara sjö ett brett vattenområde, som dock genom tillkomsten av Klaragasverket, järnvägsspår, Stockholms centralstation och Vasagatan fylldes igen till stora delar. På Werner von Rosenfeldts karta över Stockholm från 1702 är Klara sjö en stor vik av Mälaren som gick ända upp till dagens Klarabergsgatan och Vattugatan. Över viken ledde en 500 meter lång flottbro, Kungsholmsbron (dagens Stadshusbron är 85 meter lång). Karta öfwer Clarasjö från 1827 visar ett projekt till nya strandlinjer runt Klara sjö, Hvarefter Wattnet bör fyllas. Kartan från 1915 visar utfyllnaderna för Klaragasverket och Stockholms centralstation.
Vid Klara sjös sydvästra strand ligger Stockholms stadshus och Yngve Larssons park, med det gamla Serafimerlasarettet ovanför. Klara sjö slutar i norr vid Kungsbron, där den övergår i Barnhusviken.

## Klara sjö i förändring

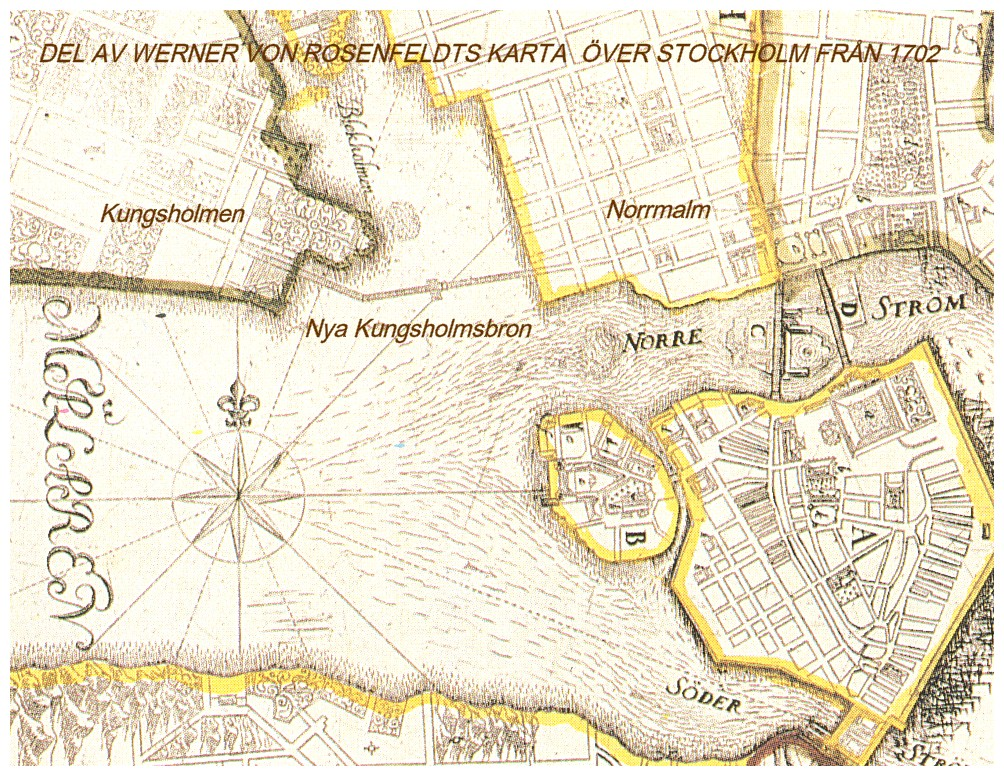
Mälaren och Klara sjö 1702.
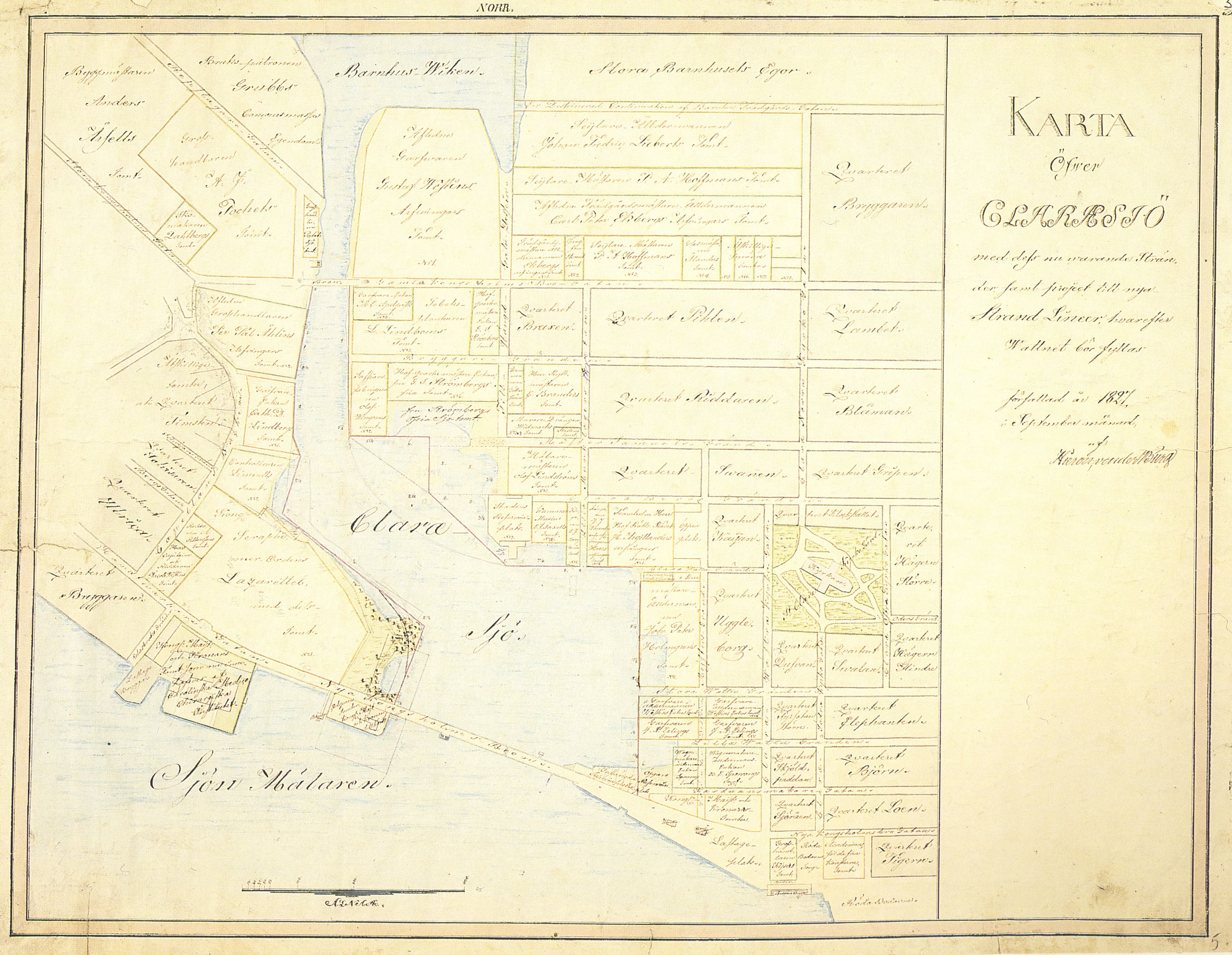
Klara sjö 1827 med nya strandlinjer.
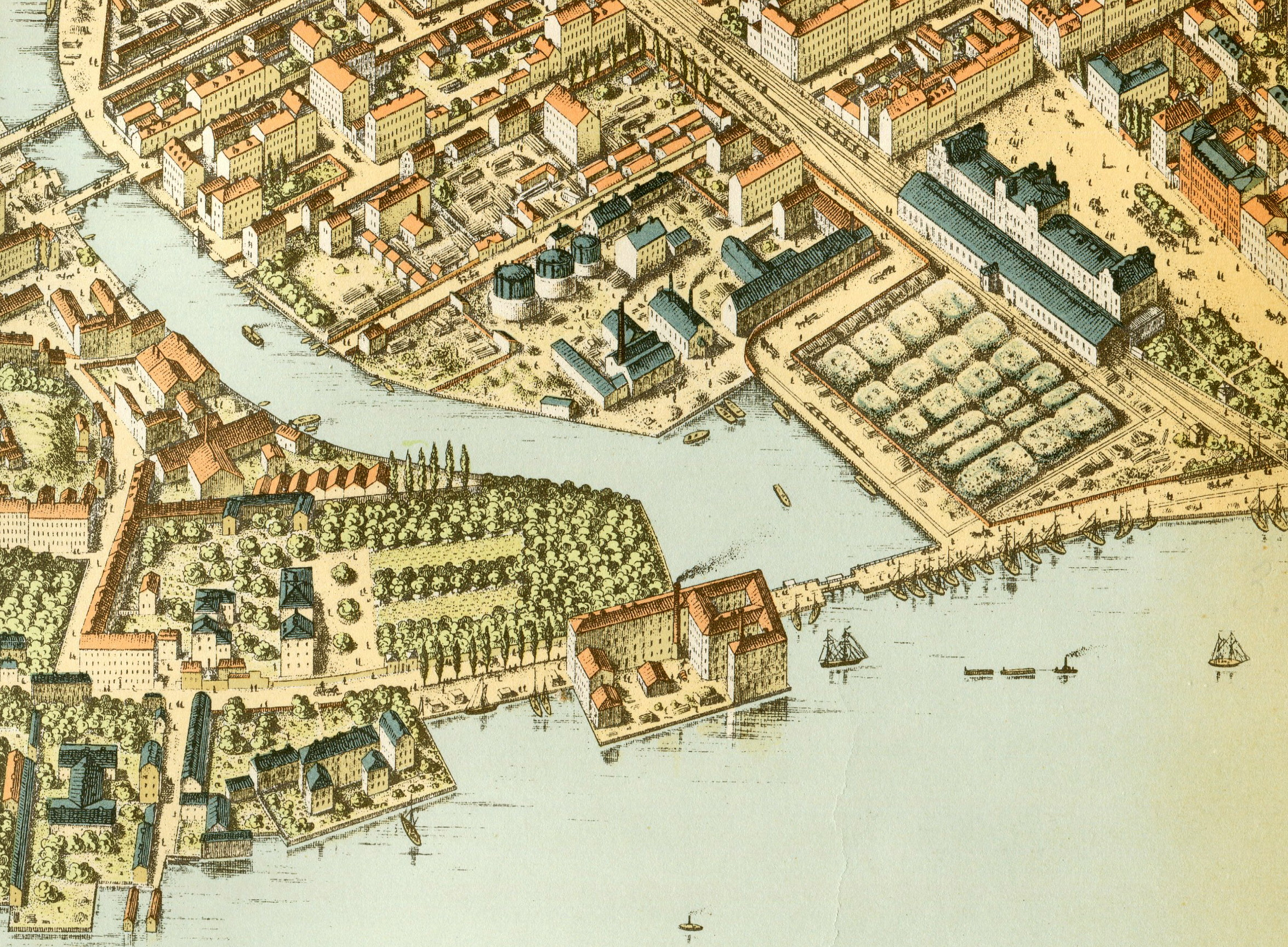
Klara sjö och omgivning på Heinrich Neuhaus Stockholmspanorama, 1870.
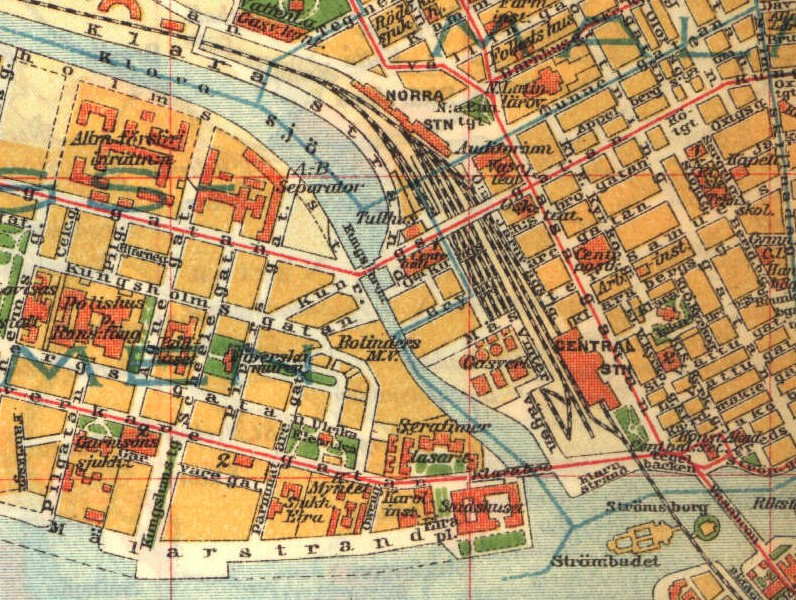
Kungsholmen och Klara sjö 1915.

### Fotnoter
1. ↑  Jens Peterson (22 augusti 2012). ”Promenad i världsklass” (på svenska). Aftonbladet. https://www.aftonbladet.se/resa/temaweekend/article15129542.ab. Läst 28 oktober 2017.